# El Losar del Barco
El Losar del Barco là một đô thị trong tỉnh Ávila, Castilla và León, Tây Ban Nha. Theo điều tra dân số 2006 (INE), đô thị này có dân số là 118.